# Phrynarachne
Phrynarachne Thorell, 1869 è un genere di ragni appartenente alla famiglia Thomisidae.

## Distribuzione
Le 29 specie note di questo genere sono state rinvenute in Africa subsahariana, Asia meridionale, orientale e sudorientale; e in Nuova Guinea. La specie dall'areale più vasto è la P. rugosa reperita in varie località dell'Africa occidentale, nel Malawi, nel Madagascar, nelle isole Mauritius e sull'isola di Réunion.

## Tassonomia
Non sono stati esaminati esemplari di questo genere dal 2012.
A dicembre 2014, si compone di 29 specie e 3 sottospecie:
1. Phrynarachne bimaculata Thorell, 1895 — Birmania
2. Phrynarachne brevis Tang & Li, 2010 — Cina
3. Phrynarachne ceylonica (O. P.-Cambridge, 1884) — dallo Sri Lanka alla Cina, Taiwan, Giappone
4. Phrynarachne clavigera Simon, 1903 — Madagascar
5. Phrynarachne coerulescens (Doleschall, 1859) — Giava
6. Phrynarachne cucullata Simon, 1886 — Cambogia, Vietnam, Arcipelago delle Molucche
7. Phrynarachne decipiens (Forbes, 1883) — Giava, Sumatra
8. Phrynarachne dissimilis (Doleschall, 1859) — Giava
9. Phrynarachne fatalis O. P.-Cambridge, 1899 — Sri Lanka
10. Phrynarachne gracilipes Pavesi, 1895 — Etiopia
11. Phrynarachne huangshanensis Li, Chen & Song, 1985 — Cina
12. Phrynarachne jobiensis (Thorell, 1877) — Nuova Guinea
13. Phrynarachne kannegieteri Hasselt, 1893 — Sumatra
14. Phrynarachne katoi Chikuni, 1955 — Cina, Corea, Giappone
15. Phrynarachne lancea Tang & Li, 2010 — Cina
16. Phrynarachne mammillata Song, 1990 — Cina
17. Phrynarachne marmorata Pocock, 1899 — Guinea Equatoriale
18. Phrynarachne melloleitaoi Lessert, 1933 — Angola
19. Phrynarachne olivacea Jézéquel, 1964 — Costa d'Avorio
20. Phrynarachne papulata Thorell, 1891 — Birmania
  - Phrynarachne papulata aspera Thorell, 1895 — Birmania
21. Phrynarachne peeliana (Stoliczka, 1869) — India
22. Phrynarachne pusiola Simon, 1903 — Madagascar
23. Phrynarachne rothschildi Pocock & Rothschild, 1903 — Sri Lanka
24. Phrynarachne rubroperlata Simon, 1907 — Africa occidentale
25. Phrynarachne rugosa (Latreille, 1804)[2] — Africa occidentale, Malawi, Madagascar, Isola Mauritius, Isola Réunion (Oceano Indiano)
  - Phrynarachne rugosa infernalis (Strand, 1907) — Camerun, Guinea Equatoriale, Malawi
  - Phrynarachne rugosa spongicolorata Millot, 1942 — Guinea
26. Phrynarachne sinensis Peng, Yin & Kim, 2004 — Cina
27. Phrynarachne tuberculata Rainbow, 1899 — Nuova Guinea
28. Phrynarachne tuberosa (Blackwall, 1864) — India
29. Phrynarachne tuberosula (Karsch, 1880) — Africa occidentale

### Sinonimi
- Phrynarachne nigra (O. P.-Cambridge, 1884); posta in sinonimia con P. ceylonica (O. P.-Cambridge, 1884) a seguito di un lavoro dell'aracnologo Ono (1988c)[1].

### Nomina nuda
- Phrynarachne formosana Kishida; di questa denominazione esiste solo un accenno dell'aracnologo Yaginuma in un lavoro di Brignoli (1983c). Non essendo presente alcuna descrizione degli esemplari, è da ritenersi nomen nudum[1].
- Phrynarachne honsiensis Kishida; di questa denominazione esiste solo un accenno dell'aracnologo Yaginuma in un lavoro di Brignoli (1983c). Non essendo presente alcuna descrizione degli esemplari, è da ritenersi nomen nudum[1].